# Dothidasteroma
Dothidasteroma — рід грибів родини Parmulariaceae. Назва вперше опублікована 1909 року.

## Класифікація
До роду Dothidasteroma відносять 5 видів:
- Dothidasteroma casuarinae
- Dothidasteroma dipteridis
- Dothidasteroma maculosum
- Dothidasteroma psidii
- Dothidasteroma pterygotae